# Дубицы
Ду́бицы (фин. Tupitsa) — деревня в Гатчинском муниципальном округе Ленинградской области.

## История
На шведской «Генеральной карте провинции Ингерманландии» 1704 года упоминается деревня Dubitsa.
На «Географическом чертеже Ижорской земли» Адриана Шонбека 1705 года — Дубиц.
Деревня Тупицы из 6 дворов обозначена на «Топографической карте окрестностей Санкт-Петербурга» Ф. Ф. Шуберта 1831 года.

ДУБИЦЫ — деревня Войсковицкой мызы, принадлежит Кандалинцевой, надворной советнице, число жителей по ревизии: 13 м. п., 12 ж. п. (1838 год)

На карте Ф. Ф. Шуберта 1844 года деревня вновь названа Тупицы.
В пояснительном тексте к этнографической карте Санкт-Петербургской губернии П. И. Кёппена 1849 года она записана как деревня Dubitz (Дубицы) и указано количество её жителей на 1848 год: савакотов — 17 м. п., 14 ж. п., всего 31 человек.

ДУБИЦЫ — деревня действительного статского советника Кандалинцева, по почтовому тракту, число дворов — 3, число душ — 11 м. п. (1856 год)

Согласно «Топографической карте частей Санкт-Петербургской и Выборгской губерний» в 1860 году деревня называлась Дубица и состояла из 7 крестьянских дворов.

ДУБИЦ — деревня владельческая при колодце, число дворов — 6, число жителей: 15 м. п., 14 ж. п. (1862 год)

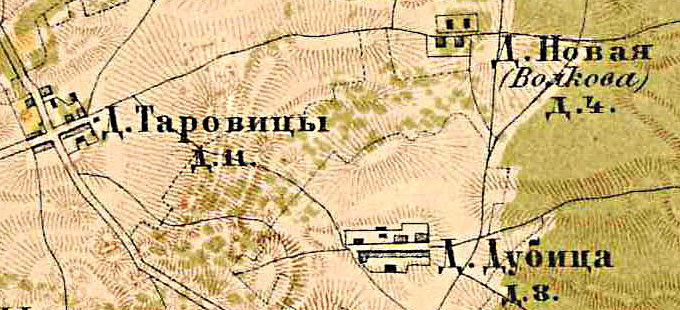
План деревни Дубицы. 1885 год

В 1885 году деревня Дубица насчитывала 8 дворов.
В конце XIX — начале XX века деревня административно относилась к Староскворицкой волости 3-го стана Царскосельского уезда Санкт-Петербургской губернии. Население деревни было исключительно финским.
К 1913 году количество дворов увеличилось до 9.
С 1917 по 1922 год деревня Дубицы входила в состав Борницкого сельсовета Гатчинской волости Детскосельского уезда.
С 1922 года в составе Войсковицкого сельсовета.
С 1923 года в составе Борницкого сельсовета Венгисаровской волости Гатчинского уезда.
Согласно данным переписи населения СССР 1926 года в деревне Большие Дуббицы Борницкого сельсовета Венгисаровской волости Троцкого уезда проживали 65 человек — все финны, кроме одной русской семьи; в деревне Малые Дуббицы — 44 человека, эстонцы, финны и русские.
С 1927 года в составе Гатчинского района.
С 1928 года вновь в составе Войсковицкого сельсовета. В 1928 году население деревни Дубицы составляло 109 человек.

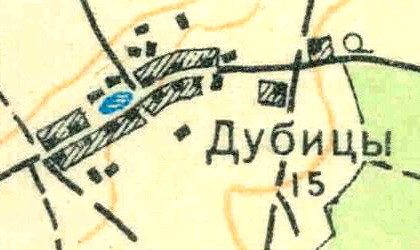
План деревни Дубицы. 1931 год

Согласно топографической карте 1931 года деревня насчитывала 15 дворов.
По данным 1933 года деревня состояла из двух частей Большие Дубицы и Малые Дубицы, которые входили в состав Войсковицкого финского национального сельсовета Красногвардейского района.
C 1 августа 1941 года по 31 декабря 1943 года деревня находилась в оккупации.
В 1958 году население деревни Дубицы составляло 58 человек.
С 1959 года в составе Елизаветинского сельсовета.
По данным 1966, 1973 и 1990 годов деревня Дубицы также входила в состав Елизаветинского сельсовета.
В 1997 году в деревне проживали 14 человек, в 2002 году — также 14 человек (русские — 79%), в 2007 году — 13.

## География
Деревня расположена в северо-западной части района на автодороге 41К-225 (Большие Борницы — Луйсковицы).
Расстояние до административного центра поселения, посёлка Елизаветино — 8 км.
Расстояние до ближайшей железнодорожной станции Елизаветино — 8 км.

## Демография
| 1838 | 1848 | 1862 | 1928 | 1958 | 1997 | 2007 |
| ---- | ---- | ---- | ---- | ---- | ---- | ---- |
| 25   | ↗31  | ↘29  | ↗109 | ↘58  | ↘14  | ↘13  |
| 2010 | 2017 |      |      |      |      |      |
| ↗40  | ↘20  |      |      |      |      |      |

### Национальный состав
Согласно данным Всероссийской переписи населения 2021 года в деревне проживали 134 человека, из них:
 русские — 132, другие национальности — 2 человека.

## Улицы
Новосёлов.